# Hóquei no gelo nos Jogos Olímpicos de Inverno de 1972
O torneio de hóquei no gelo nos Jogos Olímpicos de Inverno de 1972 foi disputado por onze equipes masculinas no Estádio Indoor Makomanai e no Rinque de Patinação Tsukisamu em Sapporo, no Japão, entre 3 e 13 de fevereiro.
A fórmula de disputa do torneio olímpico consistiu de duas fases. Na fase qualificatória dez equipes foram emparelhadas para se enfrentar em jogo único, totalizando cinco partidas. As cinco vencedoras garantiram-se na disputa por medalhas da fase final, juntamente com a União Soviética, previamente classificada por ser a campeã olímpica de 1968. As equipes perdedoras da qualificatória disputaram jogos de consolação para definir do 7º ao 11º posto.
A União Soviética conquistou o tricampeonato olímpico, sendo a quarta medalha de ouro no total, ao acumular o maior número de pontos na fase final. Os Estados Unidos ficaram com a medalha de prata e a Checoslováquia com o bronze.

## Medalhistas
|  | URS União Soviética |  | USA Estados Unidos |  | TCH Checoslováquia |
|  | Vladislav Tretyak Aleksandr Pashkov Vitaly Davydov Viktor Kuzkin Aleksandr Ragulin Gennady Tsygankov Vladimir Lutchenko Valery Vasilyev Igor Romishevsky Yevgeny Mishakov Aleksandr Maltsev Aleksandr Yakushev Vladimir Vikulov Anatoly Firsov Valery Kharlamov Yury Blinov Boris Mikhaylov Vladimir Petrov Vladimir Shadrin Yevgeny Zimin |  | Mike Curran Gordy Sears Wally Olds Tom Mellor Frank Sanders Jim McElmury Charles Brown Dick McGlynn Ron Naslund Robbie Ftorek Stu Irving Kevin Ahearn Henry Boucha Craig Sarner Tim Sheehy Keith Christiansen Mark Howe |  | Vladimír Dzurilla Jiří Holeček Vladimír Bednář Rudolf Tajcnár Oldřich Machač František Pospíšil Josef Horešovský Karel Vohralík Václav Nedomanský Jiří Holík Jaroslav Holík Jiří Kochta Eduard Novák Richard Farda Josef Černý Vladimír Martinec Ivan Hlinka Bohuslav Šťastný |

## Fase de qualificação
| 3 de fevereiro | JPN Japão              | 2-8 (0-1, 1-4, 1-3)  | TCH Checoslováquia |
| 3 de fevereiro | SWE Suécia             | 8-1 (0-0, 4-0, 4-1)  | YUG Iugoslávia     |
| 4 de fevereiro | SUI Suíça              | 3-5 (1-2, 1-1, 1-2)  | USA Estados Unidos |
| 4 de fevereiro | FRG Alemanha Ocidental | 0-4 (0-0, 0-3, 0-1)  | POL Polônia        |
| 4 de fevereiro | FIN Finlândia          | 13-1 (3-1, 5-0, 5-0) | NOR Noruega        |

## Fase final

### Grupo B (7º-11º lugar)
| Equipe                 | Pts | J | V | E | D | GP | GC | CD      |
| ---------------------- | --- | - | - | - | - | -- | -- | ------- |
| FRG Alemanha Ocidental | 6   | 4 | 3 | 0 | 1 | 22 | 10 | 5-1 NOR |
| NOR Noruega            | 6   | 4 | 3 | 0 | 1 | 16 | 14 | 1-5 FRG |
| JPN Japão              | 5   | 4 | 2 | 1 | 1 | 17 | 16 |         |
| SUI Suíça              | 2   | 4 | 0 | 2 | 2 | 9  | 16 |         |
| YUG Iugoslávia         | 1   | 4 | 0 | 1 | 3 | 9  | 17 |         |

| 6 de fevereiro  | NOR Noruega            | 5-2 (0-1, 3-0, 2-1) | YUG Iugoslávia         |
| 6 de fevereiro  | FRG Alemanha Ocidental | 5-0 (2-0, 0-0, 3-0) | SUI Suíça              |
| 7 de fevereiro  | JPN Japão              | 3-3 (1-1, 2-0, 0-2) | SUI Suíça              |
| 7 de fevereiro  | FRG Alemanha Ocidental | 6-2 (2-1, 3-1, 2-0) | YUG Iugoslávia         |
| 9 de fevereiro  | JPN Japão              | 3-2 (2-2, 0-0, 1-0) | YUG Iugoslávia         |
| 9 de fevereiro  | FRG Alemanha Ocidental | 5-1 (3-0, 0-0, 2-1) | NOR Noruega            |
| 10 de fevereiro | JPN Japão              | 4-5 (2-2, 1-2, 1-1) | NOR Noruega            |
| 11 de fevereiro | SUI Suíça              | 3-3 (1-3, 1-0, 1-0) | YUG Iugoslávia         |
| 12 de fevereiro | JPN Japão              | 7-6 (3-1, 1-2, 3-3) | FRG Alemanha Ocidental |
| 12 de fevereiro | SUI Suíça              | 3-5 (0-0, 2-1, 1-4) | NOR Noruega            |

### Grupo A (1º-6º lugar)
| Equipe              | Pts | J | V | E | D | GP | GC | CD      |
| ------------------- | --- | - | - | - | - | -- | -- | ------- |
| URS União Soviética | 9   | 5 | 4 | 1 | 0 | 33 | 13 |         |
| USA Estados Unidos  | 6   | 5 | 3 | 0 | 2 | 18 | 15 | 5-1 TCH |
| TCH Checoslováquia  | 6   | 5 | 3 | 0 | 2 | 26 | 13 | 1-5 USA |
| SWE Suécia          | 5   | 5 | 2 | 1 | 2 | 17 | 13 |         |
| FIN Finlândia       | 4   | 5 | 2 | 0 | 3 | 14 | 24 |         |
| POL Polônia         | 0   | 5 | 0 | 0 | 5 | 9  | 39 |         |

| 5 de fevereiro  | URS União Soviética | 9-3 (3-2, 3-1, 3-0)  | FIN Finlândia      |
| 5 de fevereiro  | TCH Checoslováquia  | 14-1 (5-0, 3-1, 6-0) | POL Polônia        |
| 5 de fevereiro  | SWE Suécia          | 5-1 (2-1, 1-0, 2-0)  | USA Estados Unidos |
| 7 de fevereiro  | URS União Soviética | 3-3 (1-0, 1-0, 1-3)  | SWE Suécia         |
| 7 de fevereiro  | TCH Checoslováquia  | 1-5 (1-1, 0-3, 0-1)  | USA Estados Unidos |
| 7 de fevereiro  | FIN Finlândia       | 5-1 (0-0, 4-0, 1-1)  | POL Polônia        |
| 8 de fevereiro  | TCH Checoslováquia  | 7-1 (1-0, 3-0, 3-1)  | FIN Finlândia      |
| 9 de fevereiro  | SWE Suécia          | 5-3 (1-0, 4-2, 0-1)  | POL Polônia        |
| 9 de fevereiro  | URS União Soviética | 7-2 (2-0, 3-0, 2-2)  | USA Estados Unidos |
| 10 de fevereiro | TCH Checoslováquia  | 2-1 (0-0, 0-0, 2-1)  | SWE Suécia         |
| 10 de fevereiro | URS União Soviética | 9-3 (4-0, 4-2, 1-1)  | POL Polônia        |
| 10 de fevereiro | FIN Finlândia       | 1-4 (1-2, 0-1, 0-1)  | USA Estados Unidos |
| 12 de fevereiro | USA Estados Unidos  | 6-1 (2-0, 2-0, 2-1)  | POL Polônia        |
| 13 de fevereiro | SWE Suécia          | 3-4 (2-1, 1-1, 0-2)  | FIN Finlândia      |
| 13 de fevereiro | URS União Soviética | 5-2 (2-0, 2-1, 1-1)  | TCH Checoslováquia |

## Classificação final
| Pos.   | Equipe                 |
| ------ | ---------------------- |
| Ouro   | URS União Soviética    |
| Prata  | USA Estados Unidos     |
| Bronze | TCH Checoslováquia     |
| 4      | SWE Suécia             |
| 5      | FIN Finlândia          |
| 6      | POL Polônia            |
| 7      | FRG Alemanha Ocidental |
| 8      | NOR Noruega            |
| 9      | JPN Japão              |
| 10     | SUI Suíça              |
| 11     | YUG Iugoslávia         |